# هارولد اولسن
هارولد اولسن (بالإنجليزية: Harold Olsen) (و. 1895 – 1953 م) هو مدرب كرة سلة، ولاعب كرة سلة أمريكي، ولد في رايز ليك، توفي في إيفانستون، عن عمر يناهز 58 عاماً.

## التعليم
تعلم في جامعة ويسكونسن-ماديسون
.

## روابط خارجية
- هارولد اولسن على موقع قاعة المشاهير الجامعة الوطنية لكرة السلة (الإنجليزية)
- هارولد اولسن على موقع سبورتس رفرنس (الإنجليزية)
- هارولد اولسن على موقع كلية كرة السلة في سبورتس رفرنس.كوم (الإنجليزية)